# Lourdes Klitzkie
Lourdes Palomo Klitzkie (nacida el 2 de febrero de 1940) es una deportista y profesora de educación guameña, que como deportista compitió en carrera de larga distancia. Comenzó a correr largas distancias a finales de sus treinta para combatir el aburrimiento, clasificándose posteriormente para representar a Guam en los Juegos Olímpicos de Seúl 1988 tras registrar un tiempo inferior al estándar guameño de clasificación de 3:30 en el maratón.
Klitzkie fue la atleta guameña de mayor edad en los Juegos Olímpicos de 1988 y la competidora de mayor edad en el maratón femenino de los Juegos. Quedó en el puesto 63 de los 64 atletas que completaron la carrera.

## Biografía
Lourdes Palomo nació el 2 de febrero de 1940. Palomo obtuvo su licenciatura en educación primaria en 1970 en la Universidad de Guam. Posteriormente, se casó con el futuro senador guameño Robert Klitzkie, adoptando el nombre de Lourdes Palomo Klitzkie. Posteriormente, obtuvo su maestría en 1974 en la Universidad de Nuevo México. Cinco años después, obtuvo un doctorado en educación especial en la Universidad Estatal de Utah.
Alrededor de su graduación de la Universidad Estatal de Utah, Klitzkie, a los 39 años, comenzó a correr largas distancias para combatir el aburrimiento. En ese momento, vivía en Albuquerque y su esposo estudiaba para el examen de abogado en California. Corrió catorce maratones, incluyendo el Maratón de Honolulu y el Maratón Seiko de Guam, antes de los Juegos Olímpicos de Seúl 1988. Se clasificó para el equipo guameño para los Juegos Olímpicos de 1988 en Seúl, Corea del Sur, tras registrar un tiempo por debajo del estándar de clasificación guameño de 3:30 en el maratón. En junio de 1988, al enterarse de su clasificación, declaró: «No podía creerlo. Dije: '¡Vaya! Estoy en el lugar correcto en el momento correcto'».
Guam compitió por primera vez en los Juegos Olímpicos de Seúl 1988. Allí, Klitzkie fue la mujer de mayor edad de la delegación guameña y la competidora de mayor edad en el maratón femenino, con 48 años. Compitió en el maratón el 23 de septiembre junto a 68 competidoras que tomaron la salida. Allí, terminó con un tiempo de 3:25:32, una nueva mejor marca personal, y se ubicó en el puesto 63 de las 64 competidoras que terminaron la carrera, por delante de su compatriota Mariana Ysrael. Klitzkie recibió una ovación de pie al entrar en el Estadio Olímpico de Seúl, y declaró después: «Me sentí como una ganadora».
Dos años después de los Juegos Olímpicos de 1988, Klitzkie vivió en Yigo. Más tarde se convirtió en profesora en la Universidad de Guam.